# Руднинская археологическая культура
Руднинская археологическая культура — дальневосточная локальная археологическая культура среднего неолита (7,5—6 тыс. лет назад), распространённая на территории восточного, западного, частично южного Приморья и восточной Маньчжурии.

## Открытие

### Первый этап (1959—1970-е гг.)
Целенаправленное исследование неолита Приморского края как исторической эпохи начинается с середины 1950-х годов, с началом деятельности Алексея Павловича Окладникова. Под его руководством, вместе с помощником Г. И. Андреевым была создана Дальневосточная археологическая экспедиция (ДВАЭ), которая просуществовала с 1953 по 1981 год. Важнейшей задачей исследований было изучение археологических памятников Приморья с целью составления последовательности смены культурно-исторических этапов, так как ранее вся это последовательность составлялась лишь археологами-любителями. ДВАЭ сыграла ключевую роль в закладывании основ изучения неолитоведения Приморского края.
А. П. Окладников не выделял отдельную археологическую культуру, которая бы существовала на всей территории Приморья, в том числе руднинскую, однако он обозначил каменный и керамический инвентарь, найденный в поселении Рудная Пристань, как «тетюхинский тип». В рамках ДВАЭ А. П. Окладников выделил три района неолита в Приморье: южный, северный и центральный; ориентируясь на трёх раскопах, трёх ключевых памятников: Рудная Пристань, Гладкая-1, Осиновка.
В 1960-е годы А. П. Окладниковым  раскопан памятник Кондон, близ нанайского поселения Кондон, находящегося на Нижнем Амуре. Это богатейшее на археологический материал поселение предоставило множество данных со схожей для нижнего течения Амура «амурской плетёнкой», после А. П. Окладников выделил отдельно «кондонскую культуру» для всех схожих памятников.
К 1970-м годам хорошо исследовано было два памятника, относящиеся к руднинской культуре: Рудная Пристань и Осиновка. С 1950 по 1970 годы был заложен фундамент для дальнейшего изучения неолита Приморского края, включая последующее более детальное исследование руднинской культуры; продолжалось системное изучение неолита Приморья, и, как следствия руднинской культуры.

### Второй этап (1970-1990-е гг.)
Продолжая активное изучение неолита Приморья, пополнялась, как исследовательская база учениками А. П. Окладникова, так и источниковедческая. Уже в 1972 году прошло совещание археологов во Владивостоке, где в рамках упрощение и систематизации были рассмотрены вопросы названий ранних неолитических культур Приморья. Однако, на этом совещании руднинскую культуру еще не выделяли как самостоятельную. Руднинская культура, как самостоятельная, была впервые охарактеризована А.В. Гарковик, а затем поддержана В. А. Татарниковым и В. И. Дьяковым. Их аргументы основывались на радиоуглеродных датах, которые показали несовпадение с датами для памятника Кондон на Нижнем Амуре, а также на отсутствии в приморских памятниках спирального орнамента. 

## Керамика
- Кондонская Нефертити или «амурская Венера» — антропоморфная глиняная статуэтка, артефакт кондонской культуры (первобытное искусство Нижнего Приамурья), первая из найденных «амурских венер». Её относят к среднему неолиту, приблизительно IV—III тыс. до н. э.

## Памятники руднинской культуры
На начало XXI века известно о нескольких десятках открытых памятниках, которые относятся к представителям руднинской культуры. 
Подробно изученные памятники и их характеристика: 
- Рудная Пристань(Тетюхе-Пристань). Памятник расположен в Восточном Приморье, в нижней части реки Рудной и на данный момент один из самых изученных памятников эпохи неолита в Приморье. Сам археологический памятник был открыт в 1952 году геоморфологами под руководством Г. С. Ганешина[13]. Г. С. Ганешин передал подъемный материал А. П. Окладникову, тот в свою очередь, заинтересовавшись неолитическими фрагментами с ромбическими оттисками уже в 1953 и 1955 году посылает небольшой разведочный отряд на место. Впоследствии в 1980-е памятник будет изучаться В.И. Дьяковым в 1982-86 гг. и 1990 гг[14]. Нижний слой памятника относится к руднинской культуре и включает в себя 15 домов, из которых раскопано лишь 10, а также общественное сооружение ("площадь"), по предположению С. В. Батаршева долговременное поселение Рудная Пристань с 10 раскопанными домами и наличием "площади", чьи  "производственные функции ... вторичны по отношению к социальным"[15], позволяет рассматривать поселение, как социально-значимый (например, племенной центр) По радиоуглеродному анализу, сделанные на основе древесного угля, поднятого с пола жилища № 2,

## Отличия сергеевского и руднинского этапа
А. Н. Поповым и С. В. Батаршевым в совместной экспедиции Музея археологии и этнографии Дальневосточного госуниверситета и Дальневосточной лаборатории археологии и палеоэкологии ИАЭТ СО РАН на Приханкайской равнине по изучению памятников Сергеевка-1, Лузанова Сопка-2, Лузанова Сопка-5. На основе данных по изучению памятника Сергеевка-1 была разработана внутренняя периодизация руднинской культуры, с разделением на руднинский и сергеевский этапы.